# Czermno (Tyszowce)

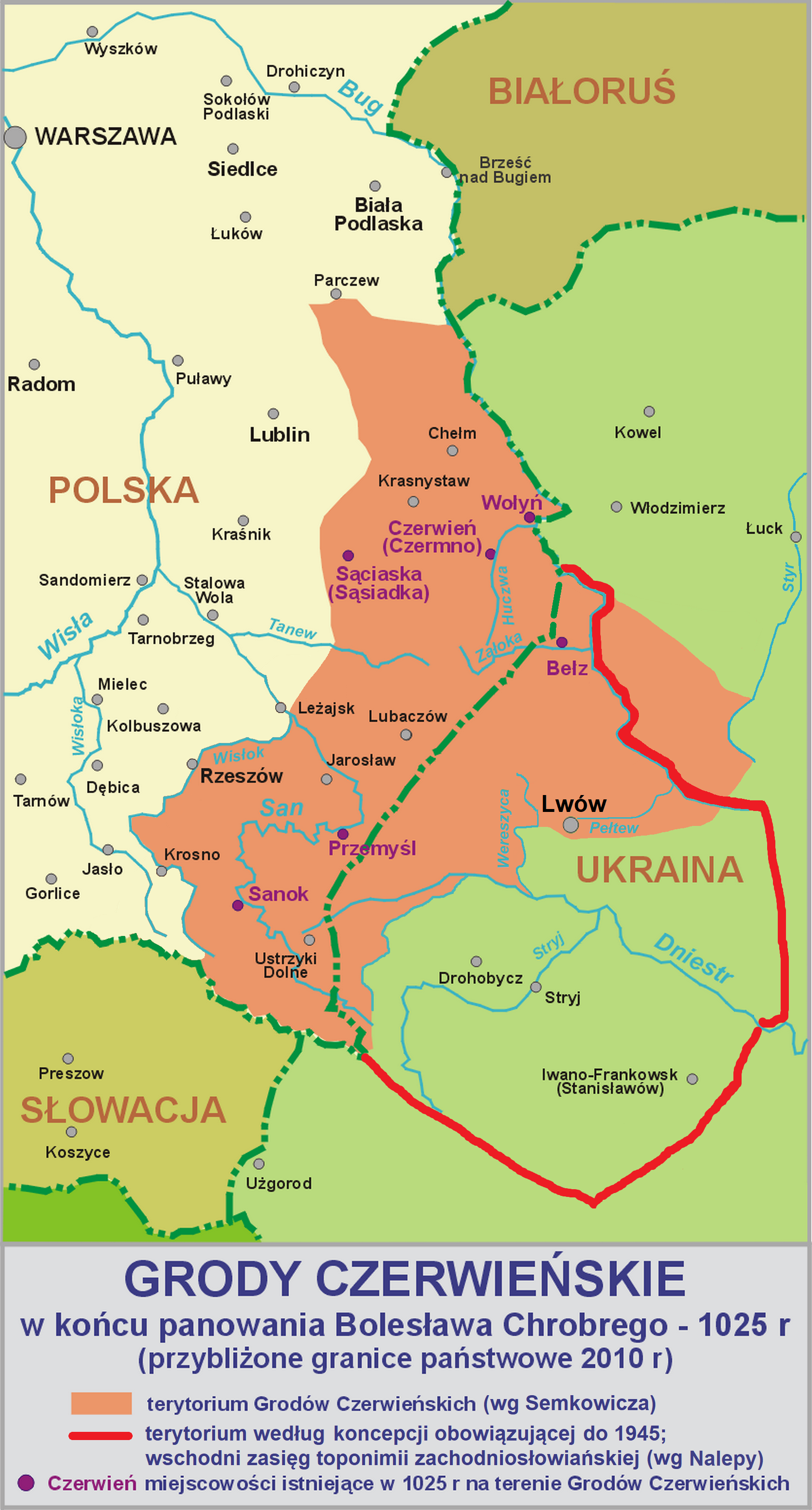
Czerwień, heute Czermno in Rothreußen gegen Ende der Regierung Bolesław Chrobrys

Czermno ist ein polnisches Dorf in der Gemeinde Tyszowce im Powiat (Landkreis) Tomaszów Lubelski der Woiwodschaft Lublin.

## Geschichte
Im frühen Mittelalter lag hier der befestigte Handelsplatz Czerwień, Verwaltungssitz der Roten Rus. Ob es vor der Herrschaft der Waräger ein Hauptort der Bužanen war, sei dahingestellt, da es unterschiedliche Darstellungen gibt, ob sich deren Name vom  Westlichen oder vom Östlichen Bug herleitet. Die Nestorchronik erwähnt die Eroberung des Ortes durch den Kiewer Großfürsten Wladimir I. auf dessen Zug gegen die Ljachen.
Im 11. bis 13. Jahrhundert gehörte Czerwień zum russischen Fürstentum Halytsch-Wolhynien. Wahrscheinlich wurde es beim Mongolensturm 1240 zerstört und ging um 1300 endgültig unter.

## Archäologie
Die Reste des einst bedeutenden Ortes wurden 1952, 1976–1979 und 1997 ausgegraben. Außer dem eigentlichen Burgwall fanden sich zusätzliche befestigte Vorwerke und drei Friedhöfe, Siedlungen an beiden Ufer der Huczwa und Reste einer Holzbrücke über diesen Fluss.
Nach Analysen des archäologisch-ethnologischen Institutes (Instytut Archeologii i Etnologii) der Polnischen Akademie der Wissenschaften in Warschau dürfte Czerwień den Zentren Gniezno und Poznań ebenbürtig gewesen sein.